# Плайя-де-ла-Барроса
Плайя-де-ла-Барроса — пляж длиной 6 км в муниципалитете Чиклана-де-ла-Фронтера, провинция Кадис, Испания. Он был местом битвы при Барросе в 1811 году. Отделён от Плайя-де-Санкти-Петри скалой. В южной части находится  курорт Ново-Санкти-Петри, возле которого расположена оборонительная башня Торре Бермея (Torre Bermeja). Об этом пляже написано несколько музыкальных произведений, в том числе «Torre Bermeja» Исаака Альбениса и «La Barrosa» Пако де Люсии.

## История
На Плайя-де-ла-Барроса произошла битва при Барросе, ставшая важной вехой в испанской войне за независимость. 